# Assemble Head in Sunburst Sound
Assemble Head in Sunburst Sound est un groupe de rock psychédélique américain, originaire de San Francisco, en Californie,.

## Biographie
À l'origine un trio - Michael Lardas, Jefferson Marshall, et Charlie Saufley - Assemble Head de Sunburst Sound grandit en 2009 avec l'arrivée des multi-instrumentistes Anderson Landbridge et Camilla Saufley et des vocalistes Brett Constantino et Evan Reese.
Après la sortie d'un album homonyme en 2005, qui est limité à 500 exemplaires, ils signent au label Tee Pee Records et publient trois autres albums : Ekranoplan (2007), When Sweet Sleep Returned (2009), et Manzanita (2012),,.

## Discographie
- 2005 : Assemble Head in Sunburst Sound
- 2007 : Ekranoplan
- 2009 : When Sweet Sleep Returned
- 2012 : Manzanita